# Володарское (Западно-Казахстанская область)
Володарское (каз. Володар) — село в Зеленовском районе Западно-Казахстанской области Казахстана. Входит в состав Трекинского сельского округа. Находится примерно в 58 км к востоку от села Перемётное. Код КАТО — 274461200.
Село расположено на правом берегу реки Урал у озера-старицы Гнилое.

## Население
В 1999 году население села составляло 1057 человек (506 мужчин и 551 женщина). По данным переписи 2009 года, в селе проживало 1175 человек (580 мужчин и 595 женщин).

## История
Посёлок Гниловский входил в 1-й Уральский военный отдел Уральского казачьего войска.